# Колавоно
Колавоно је насеље у Италији у округу Ређо ди Калабрија, региону Калабрија.
Према процени из 2011. у насељу је живело 33 становника. Насеље се налази на надморској висини од 81 м.